# Carepalxis suberosa
Carepalxis suberosa là một loài nhện trong họ Araneidae.
Loài này thuộc chi Carepalxis. Carepalxis suberosa được Tord Tamerlan Teodor Thorell miêu tả năm 1881.